# Slobodan Urošević
Slobodan Urošević (en serbe en écriture cyrillique : Слободан Урошевић), né le 15 avril 1994 à Belgrade en Yougoslavie (auj. en Serbie), est un footballeur international serbe. Il évolue au poste d'arrière gauche.

## Palmarès
- Vainqueur du championnat d'Europe des moins de 19 ans 2013 avec l'équipe de Serbie